# ロイク・ピエトリ
ロイク・ピエトリ（Loïc Pietri、1990年8月23日- ）は、フランスのニース出身の柔道家。階級は81kg級。身長177cm。

## 人物
2009年にはヨーロッパジュニアと世界ジュニアの81kg級で立て続けに優勝を飾った。2011年には地元・パリで開催された世界選手権に出場するが5位となった。2012年ロンドンオリンピックにはアラン・シュミットとの代表争いに敗れて出場できなかった。2013年には4月のヨーロッパ選手権で3位となると、8月の世界選手権では決勝でグルジア（現・ジョージア）のアブタンディル・チリキシビリを技ありで破り優勝を飾った。11月のグランドスラム・東京決勝では地元・日本の永瀬貴規の足車で敗れて銀メダルとなった。2014年の世界選手権では準決勝で敗れるが、3位決定戦で永瀬を技ありで破って3位となっている。だが、2015年の世界選手権では決勝で日本の永瀬に一本負けを喫して2位に終わった。その後、練習中に背負投を仕掛けた際に膝を痛め、長期離脱した。2016年のリオデジャネイロオリンピックでは、怪我による練習不足もあって初戦でカナダのアントワーヌ・ヴァロア＝フォルティエと対戦するも敗れた。その後はケガなどで低迷していたが、90kg級に階級を上げると、2017年の世界団体で3位になった。2019年のヨーロッパオープン・オディヴェーラスでは優勝した。その後、ロンドンオリンピック48kg級金メダリストであるブラジルのサラ・メネゼスとの間に子供をもうけた。

## 主な戦績
81kg級での戦績
- 2009年 - ヨーロッパジュニア 優勝
- 2009年 - 世界ジュニア 優勝
- 2011年 - ワールドカップ・ワルシャワ 優勝
- 2011年 - 世界選手権 5位
- 2012年 - ワールドカップ・オーバーヴァルト 3位
- 2012年 - グランプリ・デュッセルドルフ 3位
- 2013年 - グランプリ・サムスン 優勝
- 2013年 - ヨーロッパ選手権 3位
- 2013年 - 世界選手権 優勝
- 2013年 -　グランドスラム・東京 2位
- 2014年 - グランドスラム・パリ 2位
- 2014年 - ヨーロッパ選手権 2位
- 2014年 - 世界選手権 3位
- 2015年 - グランプリ・デュッセルドルフ 3位
- 2015年 - グランプリ・サムスン 優勝
- 2015年 - ヨーロッパ競技大会 個人戦 3位 団体戦 優勝
- 2015年 - 世界選手権 2位

90kg級での戦績
- 2017年 - 世界団体 3位
- 2019年 - ヨーロッパオープン・オディヴェーラス 優勝

81kg級での戦績
- 2021年 - ヨーロッパオープン・マラガ 3位
- 2022年 -　ヨーロッパオープン・マドリード 優勝

（出典、JudoInside.com）